# Agony (Beverly Hills, 90210)
Agony is de vijfentwintigste aflevering van het negende seizoen van het tienerdrama Beverly Hills, 90210, die voor het eerst werd uitgezonden op 12 mei 1999.

## Plot
Na de verkrachting van Kelly gaat zij naar het ziekenhuis voor onderzoek, zij is emotioneel helemaal stuk en weet niet hoe zij verder moet. Als Kelly thuiskomt bij Donna dan besluit zij om niets te zeggen en legt de verwondingen in het gezicht uit door struikelen. Dylan zoekt haar op die doodongerust was omdat zij niet op kwam dagen op hun afspraak, tegen hem zegt zij wel wat er gebeurd is en dat geeft een schok bij Dylan. Dylan staat Kelly bij als zij naar het politiebureau moet om foto’s te bekijken van eventuele daders. Ondertussen weet Matt niet wat met haar gebeurd is en staat een cliënt genaamd Joe bij die opgepakt is voor diefstal en we zien dat dit ook de verkrachter is van Kelly. Kelly is die avond samen met Matt en durft het nog steeds niet te vertellen van de verkrachting en Matt snapt niet wat er aan de hand is en gaat weer weg omdat hij de situatie niet aan kan. Uiteindelijk biecht Kelly het op tegen Donna die hier zeer emotioneel op reageert. Matt krijgt het voor elkaar om Joe vrij te krijgen op een vormfout. De verkrachter loopt nu nog steeds vrij rond en Kelly wil eigenlijk dit hoofdstuk afsluiten en verdergaan met haar leven, maar dit kan nog niet zolang hij nog vrij rond loopt. Uiteindelijk vraagt zij aan Dylan of hij aan een wapen kan komen, even later overhandigt hij een pistool aan Kelly voor zelfbescherming.
Donna voelt zich onder druk gezet door Noah om het feit dat hij wil gaan samenwonen, zij kan de druk niet aan en valt steeds meer op Wayne waar zij romantische ontmoetingen mee heeft.
Nu het uit is tussen Gina en Dylan denkt David wel een kans te maken bij Gina en wil haar veroveren. Dylan vraagt aan David of hij haar met rust kan laten, David denkt dat hij dit vraagt uit jaloersheid en luistert niet naar hem. Gina is ondertussen druk bezig met een eventuele terugkeer als kunstschaatsster en vanwege deze druk en haar problemen met Dylan zorgt ervoor dat zij haar boulimia helemaal doordrijft, dit wordt zo erg dat zij buiten bewustzijn raakt op het toilet en wordt gevonden door David.
Steve krijgt bezoek van een kunstkenner genaamd Miles, en die heeft een foto gezien in de krant van Steve waar hij helemaal weg van is. Nu wil Miles nog meer werk zien van deze fotograaf, nu blijkt dat Steve zelf deze foto heeft gemaakt en denkt nu dat hij een fantastische fotograaf is. Hij gaat hier zo in op dat hij Janet meeneemt op zijn zoektocht naar meer prachtige foto’s in de buitenwereld. Zij komen nu op verschillende plekken waar Steve zijn foto’s neemt. Als Miles later terugkomt ziet hij de foto’s die Steve snel gemaakt heeft en komt erachter dat die ene foto een toevalstreffer was.

## Rolverdeling
- Jennie Garth – Kelly Taylor
- Ian Ziering – Steve Sanders
- Brian Austin Green – David Silver
- Tori Spelling – Donna Martin
- Luke Perry – Dylan McKay
- Joe E. Tata – Nat Bussichio
- Lindsay Price – Janet Sosna
- Daniel Cosgrove – Matt Durning
- Vanessa Marcil – Gina Kincaid
- Vincent Young – Noah Hunter
- Shawn Christian – Wayne Moses
- Cliff Dorfman – Joe Patch
- Ricco Ross – Miles Caulfield
- Carrie Dobro – Sgt. Anna Cohen
- John Harrington Bland – Derek Hall